# Ruprechtia paranensis
Ruprechtia paranensis är en slideväxtart som beskrevs av Pendry. Ruprechtia paranensis ingår i släktet Ruprechtia och familjen slideväxter. Inga underarter finns listade i Catalogue of Life.